# 圣克莱芒 (默尔特-摩泽尔省)
圣克莱芒（法語：Saint-Clément，法語發音：[sɛ̃ klemɑ̃]）是法国默尔特-摩泽尔省的一个市镇，属于吕内维尔区。

## 地理
圣克莱芒（48°31'53"N, 6°36'9"E）面积16.47 平方千米，位于法国大東部大區默尔特-摩泽尔省，该省份为法国东北部内陆省份，是洛林的一部分，北邻比利时、卢森堡，北起顺时针与摩泽尔省、下莱茵省、孚日省和默兹省接壤。
与圣克莱芒接壤的市镇（或旧市镇、城区）包括：贝纳梅尼勒、比里维尔、舍讷维耶尔、弗兰、弗兰布瓦、拉龙克斯、蒙塞勒莱吕内维尔、蒂耶博梅尼勒、瓦蒂梅尼勒。

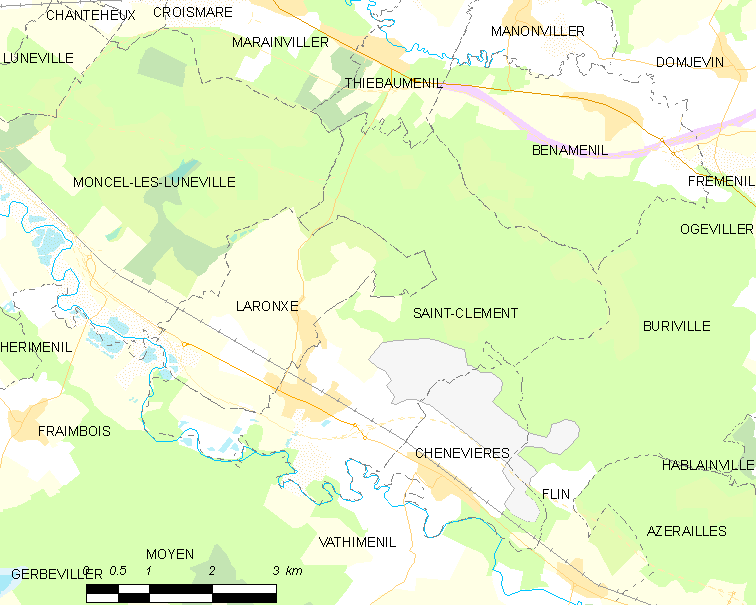
的OSM定位图

圣克莱芒的时区为UTC+01:00、UTC+02:00（夏令时）。

## 行政
圣克莱芒的邮政编码为54950，INSEE市镇编码为54472。

## 政治
圣克莱芒所属的省级选区为巴卡拉县。

## 人口

1962-2008年间人口变化图示

圣克莱芒于2022年1月1日时的人口数量为850人。